# Schweizerische Epilepsie-Liga
Die Schweizerische Epilepsie-Liga (ehemals Schweizerische Liga gegen Epilepsie) ist eine gesamtschweizerisch tätige Fachorganisation und ein Interessenverband um das Krankheitsbild Epilepsie. Sie ist Mitglied der International League Against Epilepsy (ILAE) und bildet deren nationale Sektion in der Schweiz (seit 1964). Die Epilepsie-Liga fördert die Forschung und berät Fachleute, Patienten und Angehörige. Zudem informiert und sensibilisiert sie die Öffentlichkeit für das Thema Epilepsie. Damit will sie zur Integration von Epilepsiebetroffenen in der Gesellschaft beitragen.

## Tätigkeiten
Die Schweizerische Epilepsie-Liga publizierte bis 2018 die Fachzeitschrift Epileptologie, die viermal pro Jahr erschien. Sie organisiert regelmäßige Jahrestagungen, auf denen Wissenschaft und Fortbildung vermittelt werden, im jährlichen Wechsel mit anderen Schweizer Fachgesellschaften sowie als „Dreiländertagung“ gemeinsam mit der Deutschen Gesellschaft für Epileptologie und Österreichischen Gesellschaft für Epileptologie.
Einige Kommissionen bearbeiten medizinische und organisatorische Aspekte der Epilepsie.
Sie verleiht jährlich einen mit 25.000 CHF dotierten Forschungsförderungs- und alle drei Jahre einen mit 1.000 CHF dotierten Promotionspreis an junge Wissenschaftler. Ausserdem vergibt sie zusammen mit der Deutschen Gesellschaft für Epileptologie und Österreichischen Gesellschaft für Epileptologie jeweils anlässlich der Dreiländertagungen den mit 10.000 Euro dotierten Alfred-Hauptmann-Preis.
Sie organisiert den Tag der Epilepsie vom 5. Oktober und jeweils im November eine Tagung für Patienten und Angehörige. Sie stellt Informationen für alle Interessierten zur Verfügung. Dreimal jährlich finden Fachveranstaltungen zur Weiterbildung auf dem Gebiet der Epileptologie und Publikumsveranstaltungen zur Information der Öffentlichkeit über das Krankheitsbild statt.
Die Liga engagiert sich auch politisch und macht seit 2019 auf die Gefahr von Medikamenten-Engpässen speziell für Epilepsiebetroffene aufmerksam. Im Jahr 2019 veröffentlichte sie die Ergebnisse einer Bevölkerungsbefragung zum Thema Epilepsie sowie einen Kurzfilm über erste Hilfe bei einem epileptischen Anfall.

## Bisherige Präsidenten
- 1964–1967 Heinrich Landolt, Zürich
- 1967–1973 Michel Tchicaloff, Lavigny
- 1973–1979 Robert Schweingruber, Tschugg
- 1979 a. i. François Martin, Genf
- 1979–1981 Rudolf Hess, Zürich
- 1981–1987 Franco Vassella, Bern
- 1988–1990 Meinrad Egli, Zürich
- 1990–1996 Heinz-Gregor Wieser, Zürich
- 1997–2001 Paul-André Despland, Lausanne
- 2001–2016 Günter Krämer, Zürich
- 2016–2020 Stephan Rüegg, Basel
- seit 2020 Barbara Tettenborn, St. Gallen[6]

## Finanzierung
Die Epilepsie-Liga wird durch Mitgliederbeiträge, Spenden, Sponsoring und zu einem kleinen Teil durch Dienstleistungseinnahmen finanziert; sie erhält keine öffentlichen Zuschüsse mit Ausnahme von Projektförderung durch kantonale Lotteriefonds.

## Geschichte
Die Vorgängerorganisation der Epilepsie-Liga war der im Jahr 1931 in Zürich gegründete „Schweizerische Hilfsverband für Epileptische“. 1963 wurde er in die „Schweizerische Liga gegen Epilepsie“ mit neuen Statuten umgewandelt. Zum 1. Januar 2016 wurde die „Schweizerische Liga gegen Epilepsie“ in „Schweizerische Epilepsie-Liga“ umbenannt.